# Cambio (revista)
Cambio es una revista colombiana sobre actividad sociopolítica y económica. La publicación fue fundada en 1993 y ha tenido tres periodos de actividad; fue publicada de manera impresa durante 1993 y 1998 con el nombre Cambio 16 Colombia, y de 1998 a 2010 bajo el nombre Cambio y fue relanzada con el mismo nombre en febrero de 2022 de manera digital.
Fundada bajo el nombre de Cambio 16 Colombia, con la intención de ser la versión colombiana de la revista española Cambio 16, tuvo como socios principales a Juan Tomás de Salas, Daniel Samper Pizano y otros inversionistas. Debido a desacuerdos entre los socios inversionistas el proyecto no prosperó y quedó en manos de inversionistas mexicanos que más tarde lo vendieron a Patricia Lara Salive.
En 1998, debido a dificultades económicas para sostener la publicación, Lara vendió el proyecto al escritor Gabriel García Márquez quien era su amigo personal, y a su esposa Mercedes Barcha. La revista pasó a tener el nombre de "Cambio". En 2006 la revista atraviesa nuevas dificultades económicas y es vendida a la Casa Editorial El Tiempo, dueña del diario El Tiempo y su publicación continuó hasta 2010 cuando la casa editorial decidió cerrar la revista aduciendo razones financieras, sin embargo algunas fuentes aseguraron que fue por razones políticas debido a que la revista había revelado investigaciones periodísticas que afectaban la imagen del gobierno de  Álvaro Uribe, en particular las denuncias de irregularidades relacionadas con el programa Agro Ingreso Seguro.
En septiembre de 2021, y tras 11 años de ausencia, fue anunciado en los medios de comunicación que la revista Cambio regresaría, en el formato de revista en línea volviendo a publicar en febrero de 2022, después de haber sido adquiridos los derechos de publicación por parte de Patricia Lara y otros socios. En su regreso, fue presidida por el periodista Daniel Coronell y dirigida por Federico Gómez Lara. Su regreso generó gran expectativa entre el público, al punto de vender miles de suscripciones en diciembre de 2021, sin haber entrado a funcionar todavía.

## Historia
Cambio fue fundada como Cambio 16 Américas por el periodista colombiano Daniel Samper Pizano y socios españoles llamados "Sociedad Empresarial Española "Grupo 16"" quienes adquirieron la versión de Cambio 16 en España e intentaron establecerse como la segunda revista semanal más importante de Colombia, para competir con la revista Semana.
Cambio 16 Américas fue lanzada el 14 de junio de 1993 bajo la dirección de Darío Restrepo Vélez y Patricia Lara como directora ejecutiva. Samper trabajó como editor. El dueño y director general fue el español Juan Tomás de Salas.
El primer comité editorial fue encabezado por Daniel Samper Pizano, Consuelo Mendoza, Guillermo Cortés, Gabriel Jaramillo, Gloria Zea, Reinaldo Cabrera y Patricia Lara. Otros colaboradores fueron Antonio Caballero, Alberto Donadío, Germán Espinosa, Eduardo Escobar, Alfredo Molano Bravo, Darío Jaramillo Agudelo y Juan Ballesta.
Más tarde pasó por muchas renovaciones de imagen y directivos cuando Patricia Lara se convirtió en asociada en 1996; Rafael de Nicolás, Fabio Echeverri Correa y Dionisio Ibáñez fueron nombrados para el consejo directivo. El equipo editorial fue reemplazado por Guillermo Ángulo, Reinaldo Cabrera, Hernando Gómez Buendía, Gabriel Jaramillo, Consuelo Mendoza, entre otros bajo la dirección general de Carlos Lemoine Amaya. Dos años después, Cambio fue vendida a la sociedad Abrenuncio S.A. de Bogotá el 25 de noviembre de 1998. La sociedad estaba conformada por Gabriel García Márquez, su esposa Mercedes Barcha, María Elvira Samper, Roberto Pombo, Mauricio Vargas Linares, entre otros. En 2006 la revista fue vendida a la Casa Editorial El Tiempo.

## Cierre
En 2010 la Casa Editorial El Tiempo decide cerrar la revista, citando razones de rentabilidad y reorganización, sin embargo algunas fuentes citaron razones políticas y diferencias entre la línea editorial de la revista con la de El Tiempo.

## Reapertura
En septiembre de 2021 fue anunciada la reapertura de la revista, esta vez como una publicación en línea y de suscripción. Un grupo de inversionistas dentro de los que se encuentran la periodista Patricia Lara Salive, el exministro de defensa Gabriel Silva y el exalcalde de Cali Maurice Armitage, adquirieron los derechos de publicación de la revista y fue nombrado presidente de la misma el periodista Daniel Coronell y como director Federico Gómez Lara quien también participó activamente en lograr la reapertura de la publicación. En febrero de 2022, empezó a funcionar nuevamente la revista, como medio digital.

### Colaboradores
Algunos de los columnistas de opinión que han escrito para la revista desde su reapertura en 2022 son:
- María Jimena Duzán
- Yohir Akerman
- Carolina Sanín[8]
- Paola Herrera
- Jorge Enrique Abello
- Laura Gil
- Valeria Santos
- Johana Fuentes
- Gabriel Silva Luján
- Helena Urán
- Velia Vidal
- Camila Zuluaga

Igualmente la revista cuenta con una alianza con el portal de opinión Los Danieles, por lo que publica en su página sus columnas.